# Nowy Gruziński Uniwersytet
Nowy Gruziński Uniwersytet – uniwersytet badawczy w Poti w Gruzji. Uczelnia powstała w 2015 roku pod patronatem Apostolskiego Autokefalicznego Kościoła Prawosławnego Gruzji. Uniwersytet zapewnia programy akademickie z filozofii chrześcijańskiej i psychologii chrześcijańskiej.

## Krótka historia
Nowy Gruziński Uniwersytet powstał dzięki zgodzie katolikosa-patriarchy całej Gruzji i staraniem metropolity Poti i Khobi Grigoli (Berbichaszwilego). W dniu 14 grudnia 2015 r. uczelnia uzyskała autoryzację i akredytację państwową oraz uzyskała status uczelni wyższej, co daje jej możliwość realizacji programów szkolnictwa wyższego i prowadzenia badań naukowych. Nowy Gruziński Uniwersytet oferuje studia magisterskie i doktoranckie z filozofii chrześcijańskiej i psychologii chrześcijańskiej. W 2021 roku uczelnia otrzymała autoryzację państwową i akredytację na kolejne 6 lat. Uniwersytet ma partnerów w kilku krajach, takich jak Niemcy, Stany Zjednoczone i Grecja.

## Wydział Nauk Humanistycznych i Społecznych
Wydział Nauk Humanistycznych i Społecznych jest główną jednostką edukacyjną i administracyjną Nowego Gruzińskiego Uniwersytetu. Kadra tego wydziału liczy obecnie 28 osób i prowadzi zajęcia na studiach podyplomowych i doktoranckich na trzech następujących kierunkach:
Studia:
- Magister filozofii chrześcijańskiej / stopień: magister filozofii – 2 lata (4 semestry).
- Magister Psychologii Chrześcijańskiej / Stopień: Magister Psychologii – 2 lata (4 semestry).
- Doktor filozofii chrześcijańskiej / stopień: doktor filozofii – 3 lata (6 semestrów).

Wydział w swojej historii przyznał już kilka tytułów Doktora Honoris Causa. Otrzymały je następujące osoby:
- Metropolita Kallistos (Ware) z Dioklei
- Metropolita Jan (Zizioulas) z Pergamonu
- Wielebny Chad Hatfield
- Christos Yannaras
- Richard Swinburne

## Archiwum Filozofii i Teologii Kaukaskiej
Archiwum Filozofii i Teologii Kaukaskiej koordynuje proces badań naukowych na uczelni. Dyrektorem Archiwum jest prof. Tengiz Iremadze. Archiwum ma na celu zapewnienie gruntownej analizy bogatego dziedzictwa teoretycznego regionu Kaukazu; promocję i popularyzację gruzińskich tradycji filozoficznych i teologicznych we współczesnym zglobalizowanym świecie; rozwój nowych narzędzi akademickich i badawczych w filozofii i teologii chrześcijańskiej oraz wsparcie młodych badaczy filozofii i teologii. Od 2015 roku Archiwum wydało ponad 50 książek. Jego główne obszary badawcze to: filozofia chrześcijańska, teologia chrześcijańska, historia filozofii gruzińskiej, filozofia międzykulturowa, teologia polityczna, antropologia filozoficzna, neurofilozofia i bioetyka.

### Biblioteka Uniwersytecka
W bibliotece znajdują się zbiory literatury teologicznej i filozoficznej w języku gruzińskim i obcych (teksty kanoniczne, klasyczne i współczesne teksty z historii filozofii, dzieła Ojców Kościoła, średniowiecznych autorów gruzińskich i obcych, współczesnych teologów prawosławnych). Pod kierunkiem Archiwum Filozofii i Teologii Kaukaskiej biblioteka jest okresowo wzbogacana o prywatne księgozbiory filozofów i teologów z regionu Kaukazu. Część cyfrowa biblioteki zawiera do 70 000 książek cyfrowych.

## Projekty akademickie
Portal Petritsi to akademicka platforma internetowa Nowego Uniwersytetu Gruzińskiego. Nazwa portalu pochodzi od imienia wielkiego średniowiecznego gruzińskiego filozofa Ioane Petritsi. Portal skupia gruzińskich i zagranicznych badaczy zajmujących się filozofią, teologią i naukami społecznymi. Regularnie publikuje nowe przekłady, prace naukowe i recenzje z zakresu filozofii, teologii i psychologii.
Encyklopedia Filozofii i Teologii Gruzińskiej – internetowy projekt akademicki opracowany na podstawie zbiorów Archiwum Filozofii i Teologii Kaukaskiej. W encyklopedii znajdują się artykuły dotyczące wybitnych filozofów i teologów gruzińskich, a także inne, traktujące o szkołach, gałęziach i koncepcjach filozofii i teologii gruzińskiej. Autorami opublikowanych w encyklopedii treści są znani uczeni i badacze, zarówno gruzińscy, jak i zagraniczni.